# Liste der Biografien/Schlo
Liste der Biografien |
Portal Biografien |
Personensuche
# |
A |
B |
C |
D |
E |
F |
G |
H |
I |
J |
K |
L |
M |
N |
O |
P |
Q |
R |
S |
T |
U |
V |
W |
X |
Y |
Z |
?
 
Sa |
Sb |
Sc |
Sd |
Se |
Sf |
Sg |
Sh |
Si |
Sj |
Sk |
Sl |
Sm |
Sn |
So |
Sp |
Sq |
Sr |
Ss |
St |
Su |
Sv |
Sw |
Sy |
Sz
 
Sca–Sce |
Sch |
Sci–Scz
 
Scha |
Schc |
Schd |
Sche |
Schg |
Schi |
Schj |
Schk |
Schl |
Schm |
Schn |
Scho |
Schp |
Schr |
Schs |
Scht |
Schu |
Schv |
Schw |
Schy
 
Schla |
Schle |
Schli |
Schlj |
Schlo |
Schlu |
Schly
Die Liste der Biografien führt alle Personen auf, die in der deutschsprachigen Wikipedia einen Artikel haben. Dieses ist eine Teilliste mit 376 Einträgen von Personen, deren Namen mit den Buchstaben „Schlo“ beginnt.

## Schlo

### Schlob
- Schlobach, Franz (1824–1907), deutscher Unternehmer, Kommerzienrat und Fabrikant
- Schlobach, Gaston (1863–1921), deutscher Kolonialoffizier und Leiter von Grenzziehungskommissionen
- Schlobach, Jochen (1938–2003), deutscher Romanist
- Schlobach, Robert (1813–1883), deutscher Landvermessungsingenieur
- Schlobach, Walter (1875–1950), deutscher Unternehmer
- Schlöbcke, Eduard (1852–1936), deutscher Architekt und preußischer Baubeamter, Retter des Lüneburger Kalkbergs als Naturdenkmal
- Schlobinski, Peter (* 1954), deutscher Sprachwissenschaftler und Hochschullehrer

### Schloc
- Schlochauer, Hans-Jürgen (1906–1990), deutscher Rechtswissenschaftler und Hochschullehrer
- Schlocker, Nora (* 1983), österreichische Theaterregisseurin
- Schlockow, Isak (1837–1890), deutscher Gerichtsmediziner und Amtsarzt
- Schlockwerder, Karl August (1741–1800), deutscher Jurist und Bürgermeister von Wittenberg
- Schlocobier, Luiz Henrique Augustin (* 1999), brasilianischer Fußballspieler

### Schlod
- Schloder, Alois (* 1947), deutscher EishockeyspielerAlois Schloder (* 1947)

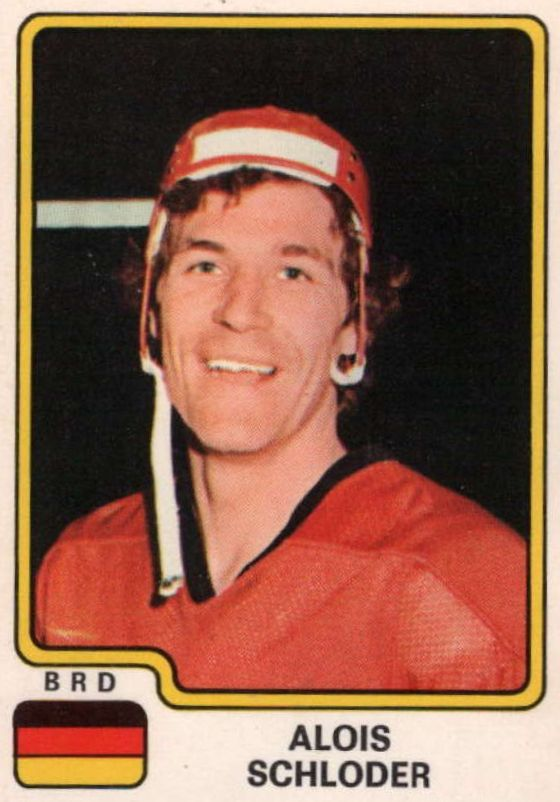
Alois Schloder (* 1947)

### Schloe
- Schloeder, Hans (1877–1949), deutscher Journalist und Politiker (BCSV, CDU)
- Schloemann, Burghard (1935–2025), deutscher Kirchenmusiker, Komponist und Organist
- Schloemann, Eduard (1888–1941), deutscher Marinemaler und Grafiker
- Schloemann, Johan (* 1971), deutscher Kulturjournalist
- Schloemann, Martin (1931–2022), evangelischer Theologe
- Schloemann, Werner (1904–1981), deutscher Ingenieur und Hochschullehrer
- Schloemer, Gerhard (1924–2008), deutscher Unternehmer
- Schloemilch, Wilhelm (1878–1939), deutscher Elektrotechniker
- Schloemp, Felix (1880–1916), deutscher Buchhändler, Redakteur, freier Schriftsteller und Herausgeber
- Schloemp, Petrus (1930–2014), deutscher Kameramann
- Schloen, Cordt Plato von (1577–1650), braunschweigischer Generalleutnant im Dreißigjährigen Krieg
- Schloen, Uwe (1958–2024), deutscher Bildhauer, Grafiker, Maler und Autor
- Schloenbach, Albert (1811–1877), deutscher Geologe und Obersalineninspektor
- Schloenbach, Arnold (1817–1866), deutscher Schriftsteller
- Schloepke, Theodor (1812–1878), deutscher Maler und Illustrator
- Schloesser, Gabriela (* 1994), mexikanisch-niederländische Bogenschützin
- Schloesser, Jeffrey J., US-amerikanischer Offizier, Generalmajor der US-Army
- Schloesser, Klaus (* 1954), deutscher Journalist
- Schloeßmann, Ernst-Rudolf (1911–1993), deutscher Manager und Mäzen
- Schloeth, Robert F. (1927–2012), Schweizer Zoologe und Direktor des schweizerischen Nationalparks
- Schloezer, Boris de (1881–1969), russischer Musikschriftsteller, Übersetzer

### Schlof
- Schlöffel, Achim (* 1971), deutscher Rekordtaucher
- Schlöffel, Friedrich Wilhelm (1800–1870), Unternehmer und demokratischer Politiker
- Schlöffel, Gustav Adolph (1828–1849), Revolutionär während der Märzrevolution
- Schloffer, Alois (1833–1911), österreichischer Politiker und Advokat in Graz und Eibiswald
- Schloffer, David (* 1992), österreichischer Fußballspieler
- Schloffer, Hermann (1868–1937), österreichischer Chirurg

### Schlog
- Schlögel, Anton (1911–1999), deutscher Jurist und Generalsekretär des Deutschen Roten Kreuzes
- Schlögel, Herbert (* 1949), deutscher Theologe und Hochschullehrer
- Schlögel, Karl (* 1948), deutscher OsteuropahistorikerKarl Schlögel (* 1948)

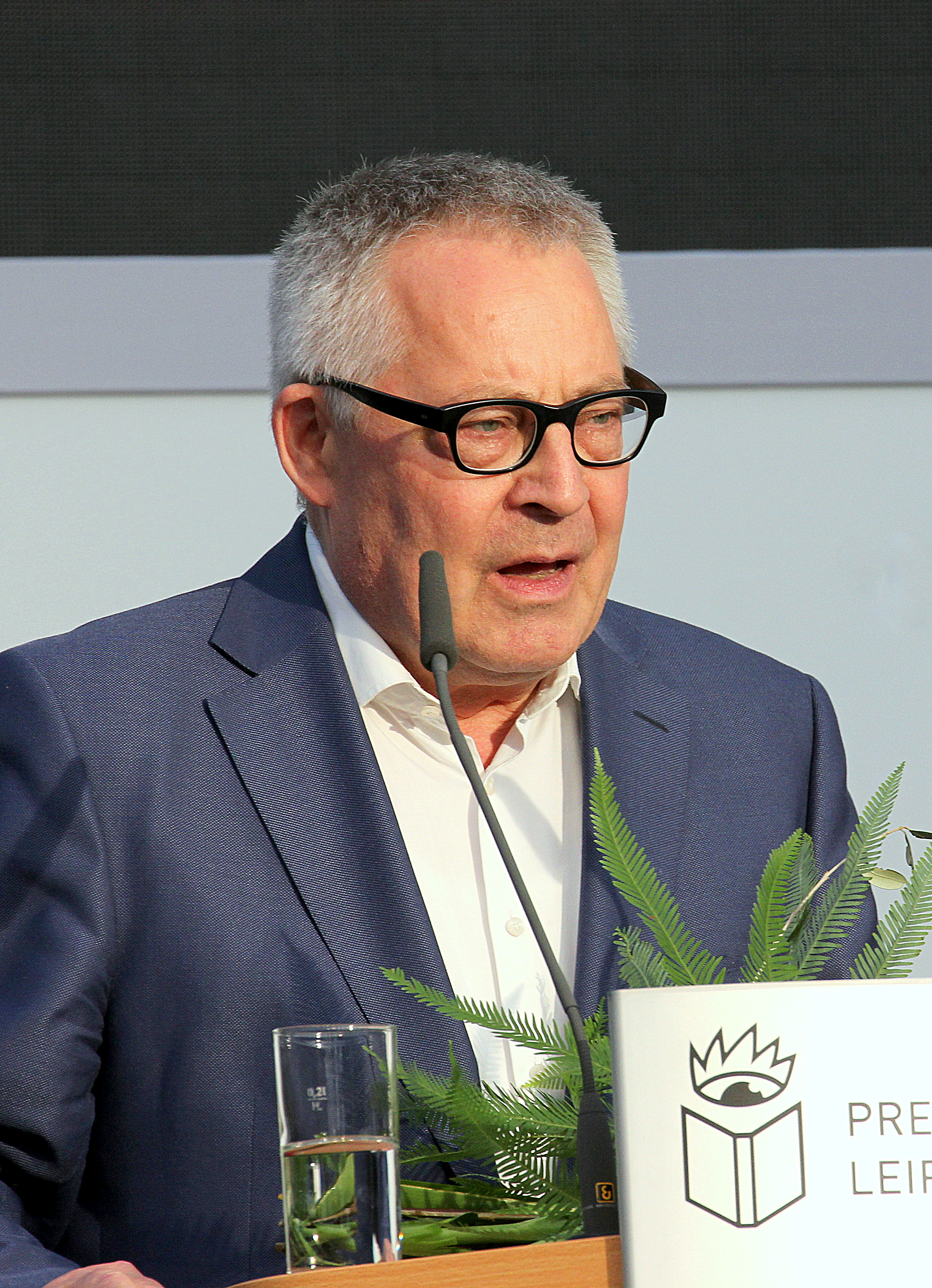
Karl Schlögel (* 1948)

- Schlögel, Ludwig (1855–1894), tschechischer Komponist, Hornist und Militärkapellmeister
- Schlögell, Rolf (1921–1984), deutscher Mediziner und Ärztefunktionär
- Schlögl, Alfons (1886–1926), österreichischer Komponist, Organist und Musikpädagoge
- Schlögl, Alois (1893–1957), deutscher Politiker (CSU), MdL, Landwirtschaftsfunktionär, Herausgeber und bayerischer Landwirtschaftsminister
- Schlögl, Christian (1961–2024), österreichischer Informationswissenschaftler
- Schlögl, Friedrich (1821–1892), österreichischer Schriftsteller
- Schlögl, Friedrich (1917–2011), deutscher Physiker
- Schlögl, Hanno (1944–2020), österreichischer Architekt
- Schlögl, Heinrich (* 1885), sudetendeutscher Landrat
- Schlögl, Hermann A. (1932–2023), deutscher Schauspieler und Ägyptologe
- Schlögl, Irmgard (1921–2007), österreichische Zen-Nonne und Zen-Lehrerin
- Schlögl, Karl (1924–2007), österreichischer Chemiker
- Schlögl, Karl (* 1955), österreichischer Politiker (SPÖ), Abgeordneter zum Nationalrat, Mitglied des BundesratesKarl Schlögl (* 1955)

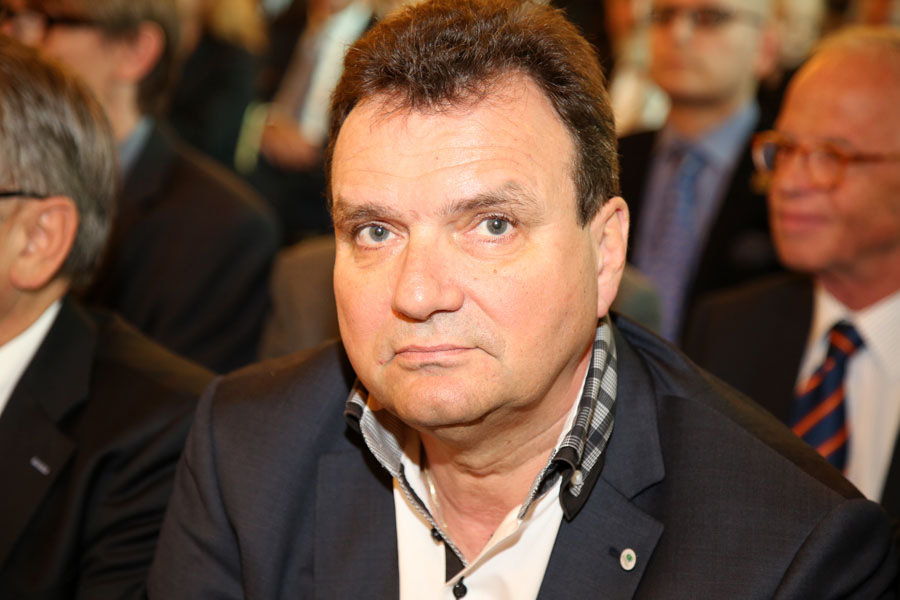
Karl Schlögl (* 1955)

- Schlögl, Manfred (1940–2024), österreichischer Lehrer und Politiker (ÖVP), Abgeordneter zum Nationalrat
- Schlögl, Manuel (* 1979), deutscher römisch-katholischer Dogmatiker
- Schlögl, Martin (* 1981), österreichischer Fußballtorhüter und Torwarttrainer
- Schlögl, Michaela (* 1960), österreichische Kulturpublizistin
- Schlögl, Nivard (1864–1939), österreichischer Theologe
- Schlögl, Reinhard (1919–2007), deutscher Physiker, Physikochemiker und Biophysiker
- Schlögl, Richard (* 1996), österreichischer Eishockeyspieler
- Schlögl, Robert (* 1954), deutscher Chemiker
- Schlögl, Rudolf (* 1955), deutscher Historiker
- Schlögl, Sepp (* 1947), deutscher Motorrad-Grand Prix-Mechaniker
- Schlögl, Stefan (* 1973), österreichischer Autor, Verleger und Journalist
- Schlögl, Stephan (* 1993), deutscher Tenor und KomponistStephan Schlögl (* 1993)

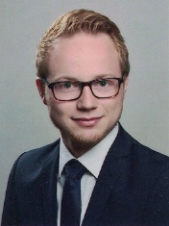
Stephan Schlögl (* 1993)

- Schlögl, Waldemar (1927–1980), deutscher Historiker und Diplomatiker
- Schlögl, Xavier (1854–1889), belgischer Komponist
- Schlögl-Flierl, Kerstin (* 1976), deutsche römisch-katholische Theologin

### Schloi
- Schloifer, Johann Heinrich (1720–1783), deutscher Kanzleiassessor und Archivar
- Schloifer, Johann Heinrich Jakob (1790–1867), deutscher Richter und Ministerpräsident des Großherzogtums Oldenburg
- Schloifer, Otto (1867–1941), deutscher Kolonialpionier, Firmengründer und Reisender
- Schloissnigg, Johann Nepomuk (1809–1883), österreichischer Beamter, Statthalter in der Funktion des Landeshauptmanns von Kärnten, Landespräsident von Krain, Abgeordneter der Slowenischen Volkspartei (Narodna stranka) im Krainer Landtag

### Schlok
- Schlokat, Bruno (1898–1993), deutscher Speerwerfer

### Schlom
- Schlomach, Ernst Friedrich von (1632–1705), deutscher Amtshauptmann und Rittergutsbesitzer
- Schlomann, Alfred (1878–1952), deutscher Ingenieur und Terminologe
- Schlomann, Barbara (* 1962), deutsche Volkswirtin und Klimaexpertin
- Schlomann, Friedrich-Wilhelm (1928–2024), deutscher Jurist, Journalist und Buchautor
- Schlomann, Gustav-Adolf (* 1934), deutscher NDPD-Funktionär
- Schlombs, Adele (* 1956), deutsche Kunsthistorikerin, Sinologin und Museumsdirektorin
- Schlombs, Wilhelm (1920–1993), deutscher Architekt und Kirchenbaumeister
- Schlomer, Abraham (1810–1883), deutscher Kaufmann und Abgeordneter
- Schlömer, Bernd (* 1971), deutscher Politiker (Piratenpartei, FDP), MdABernd Schlömer (* 1971)

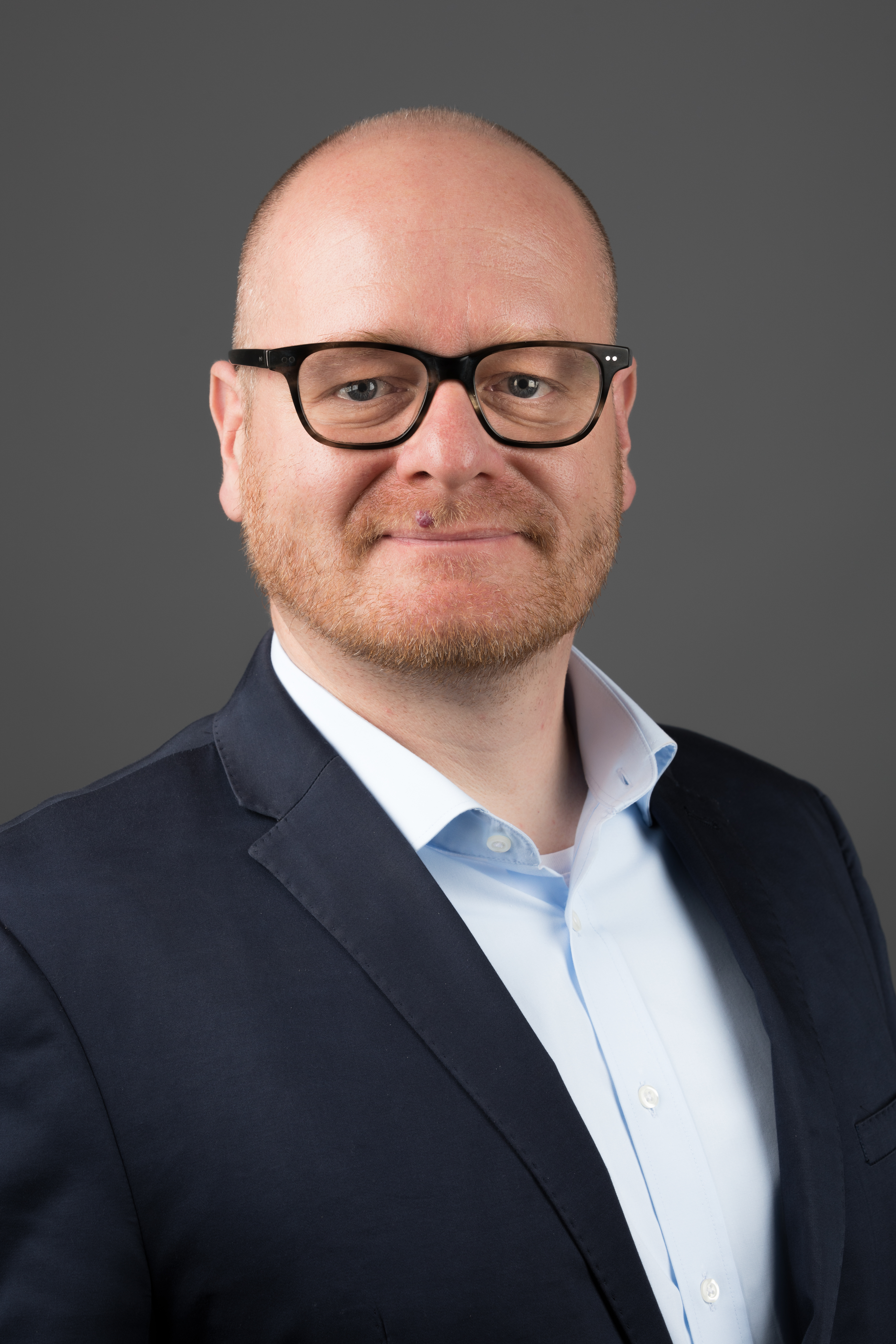
Bernd Schlömer (* 1971)

- Schlömer, Blandina Paschalis (* 1943), deutsche Trappistin, Pharmazeutin und Ikonenmalerin
- Schlömer, Dirk (* 1965), deutscher Politiker (SPD), MdL Nordrhein-Westfalen
- Schlömer, Heinz (1923–1983), deutscher Fußballspieler
- Schlömer, Helmuth (1893–1995), deutscher Offizier, zuletzt Generalleutnant im Zweiten Weltkrieg
- Schlomer, Ignaz (1875–1923), deutscher Arzt und Abgeordneter
- Schlömer, Joachim (* 1962), deutscher Choreograf, Tänzer und Regisseur
- Schlömer, Marc (* 1977), deutscher Sportreporter und Fußballkommentator
- Schlömerkemper, Anja (* 1973), deutsche Mathematikerin
- Schlömicher, Benedikt (1930–2005), österreichischer römisch-katholischer Geistlicher, 66. Abt des Benediktinerstiftes Admont (1978–1996)
- Schlömicher-Thier, Josef (* 1954), österreichischer Politiker (SPÖ), Landtagsabgeordneter
- Schlömilch, Oskar (1823–1901), deutscher Mathematiker
- Schlomka, Carl Ludwig Theodor (1821–1894), deutscher Reichsgerichtsrat
- Schlomka, Otto (1823–1884), deutscher Rittergutsbesitzer und Politiker, MdR
- Schlomka, Teodor (1901–1985), deutscher Physiker und Hochschullehrer
- Schlomm, Eric (* 1991), deutscher American-Football-Spieler
- Schlömmer, Leo (* 1936), österreichischer Bergsteiger
- Schlomowicz, Ignatz (* 1918), österreichischer FunktionshäftlingIgnatz Schlomowicz (* 1918)

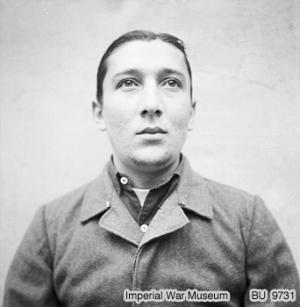
Ignatz Schlomowicz (* 1918)

- Schlömp, Tilman (* 1965), deutscher Kultur- und Musikmanager

### Schlon
- Schlönbach, Urban (1841–1870), deutscher Geologe
- Schlöndorff, Georg (1931–2011), deutscher Mediziner und Facharzt für Hals-Nasen-Ohrenheilkunde
- Schlöndorff, Volker (* 1939), deutscher Filmregisseur und ProduzentVolker Schlöndorff (* 1939)

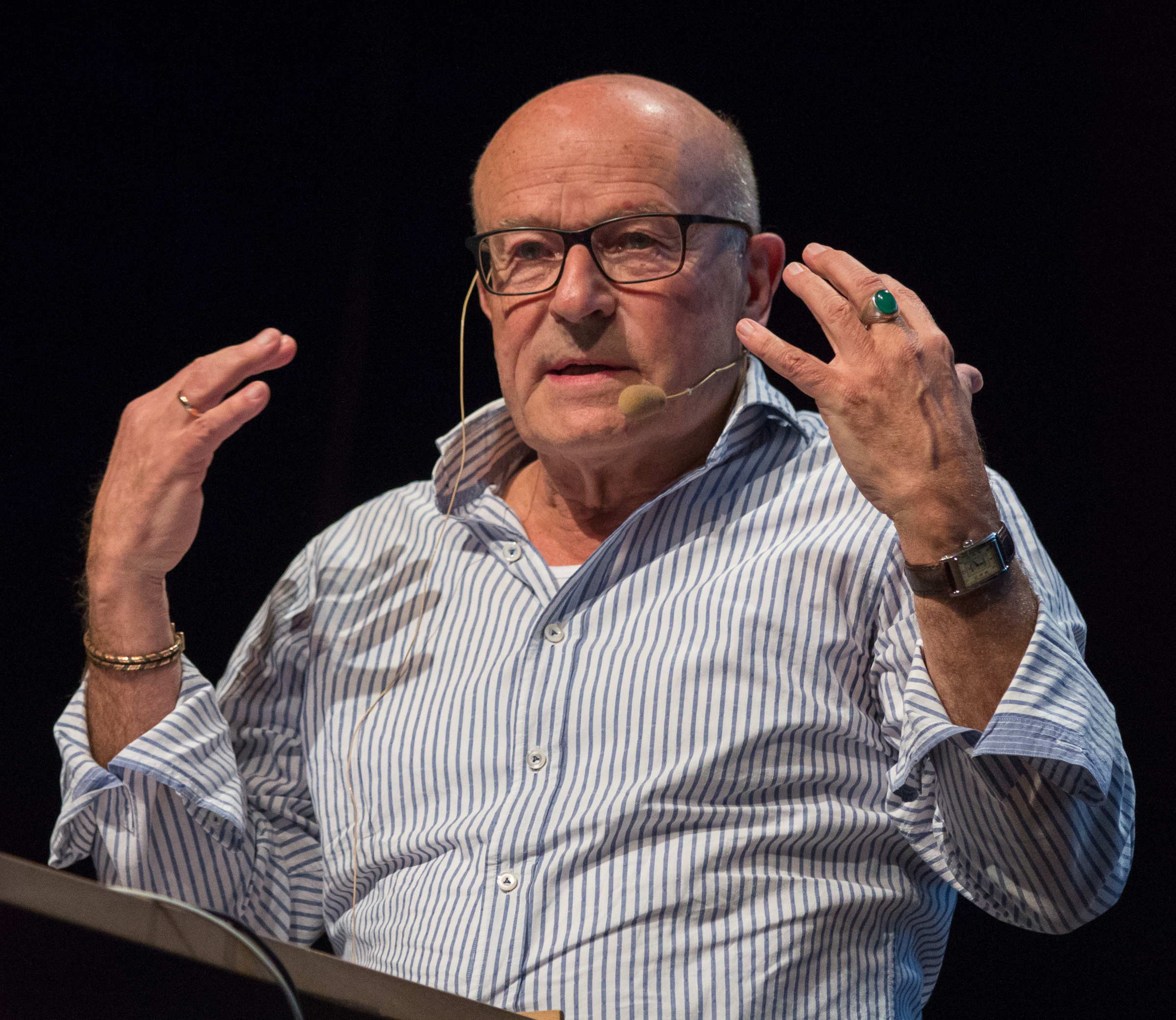
Volker Schlöndorff (* 1939)

- Schlönvoigt, Jörn (* 1986), deutscher Schauspieler und Musiker

### Schloo
- Schloo, Elke (* 1953), deutsche Filmeditorin
- Schloo, Matthias (* 1977), deutscher Schauspieler
- Schlootz, Ellen (* 1973), deutsche Schauspielerin

### Schlop
- Schlöpke, Ernst-Otto (1922–2011), deutscher Mundart-Schriftsteller
- Schlopsnies, Franziska (1884–1944), deutsche Mode-, Plakat- und Werbegrafikerin
- Schlopy, Alex (* 1992), US-amerikanischer Freestyle-Skisportler
- Schlopy, Erik (* 1972), US-amerikanischer Skirennläufer

### Schlor
- Schlör von Westhofen-Dirmstein, Karl (1910–1997), deutscher Ingenieur
- Schlör, Alois (1805–1852), österreichischer römisch-katholischer Geistlicher und Theologe
- Schlör, Ferdinand (1839–1924), Theologe und Bischof von Würzburg
- Schlör, Franz (1853–1934), deutscher Industrieller
- Schlör, Friedrich (1872–1934), württembergischer Oberamtmann und Landrat
- Schlör, Gustav von (1820–1883), letzter bayerischer Staatsminister für Handel und Öffentliche Arbeiten (1866–1871)
- Schlör, Joachim (* 1960), deutscher Kulturwissenschaftler
- Schlör, Johann Georg (1732–1783), deutscher römisch-katholischer Geistlicher, Kirchenrechtler und Hochschullehrer
- Schlör, Kaspar Gottfried (1888–1964), deutscher Jurist, Verwaltungsbeamter und Politiker (CSU), MdPR
- Schlör, Peter (* 1964), deutscher Fotograf
- Schlör, Sem, deutscher Bildhauer
- Schlorhaufer, Bettina (* 1963), österreichische Kunsthistorikerin

### Schlos
- Schlosberg, Lew Markowitsch (* 1963), russischer Journalist, Vertreter der Partei Jabloko
- Schlösinger, Bodo (1908–1943), deutscher Schriftsteller und Widerstandskämpfer
- Schlösinger, Rose (1907–1943), deutsche WiderstandskämpferinRose Schlösinger (1907–1943)

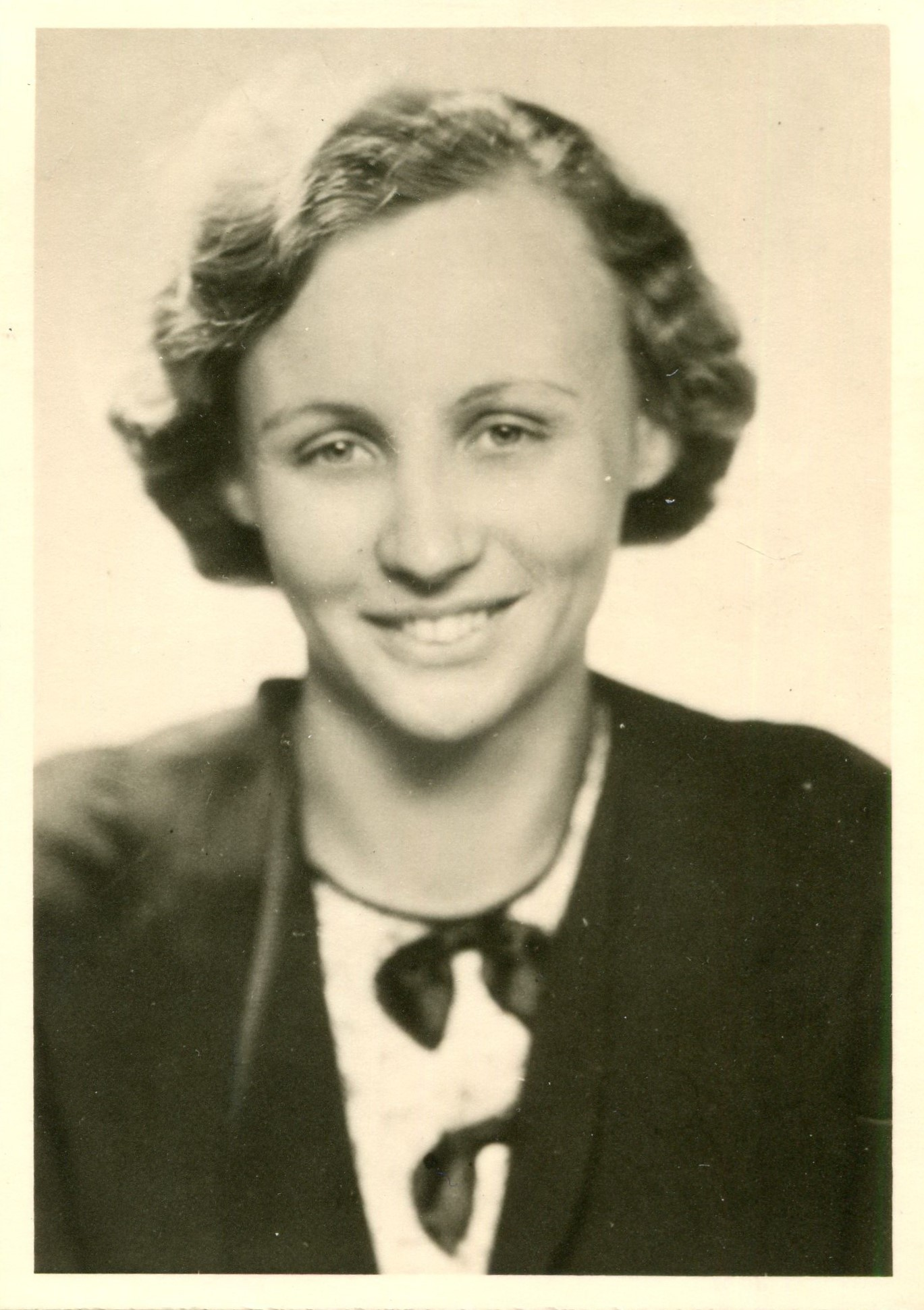
Rose Schlösinger (1907–1943)

- Schlöske, Helmut (1904–1944), deutscher Weitspringer
- Schlöske, Hermann (1905–1991), deutscher Leichtathlet
- Schlöske, Horst-Rüdiger (* 1946), deutscher Leichtathlet und Olympiateilnehmer
- Schloss, Adolphe (1842–1910), französischer Kunstsammler
- Schloß, Andreas (* 1991), deutscher Filmproduzent und Redakteur
- Schloss, Arleen (* 1943), US-amerikanische Performancekünstlerin, Video-Pionierin und Kuratorin
- Schloss, Erwin (1894–1944), deutscher evangelischer Geistlicher
- Schloss, Eva (* 1929), österreichische Überlebende der Verfolgung durch die Nationalsozialisten, Stiefschwester von Anne Frank
- Schloß, Fritz (1895–1954), deutscher Politiker
- Schloss, Gertrud (1899–1942), jüdische Journalistin, Schriftstellerin und Sozialdemokratin
- Schloß, Hanns (1903–1986), deutscher Ingenieur und Politiker (FDP/DVP), MdL, MdB
- Schloss, Irene, argentinische Meeresbiologin und Antarktisforscherin
- Schloß, Karl (1876–1944), deutscher Unternehmer und Schriftsteller
- Schloß, Mardochai (* 1672), Hoffaktor in Stuttgart
- Schloß, Marie (1872–1952), deutsche Schriftstellerin und Politikerin (FVP, DDP), MdL
- Schloss, Oskar (1881–1945), zunächst Weinhändler, dann Verleger buddhistischer Schriften
- Schloss, Rolf W. (1918–1979), deutsch-israelischer Journalist und Autor
- Schloss, Ruth (1922–2013), israelische Malerin und Illustratorin deutscher Herkunft
- Schloss, Sophie (1821–1903), deutsche Sängerin (Alt)
- Schloß, Sybille (1910–2007), deutsche Schauspielerin
- Schloss, Walter (1916–2012), US-amerikanischer Investor
- Schlossar, Anton (1849–1942), österreichischer Schriftsteller und Bibliotheksdirektor
- Schlossar, Horst (1903–1964), deutscher Maler
- Schlossarek, Erich (1928–2011), deutscher Autor
- Schlossberg, Max (1873–1936), baltisch-amerikanischer Trompeter
- Schlossberger, August von (1827–1905), deutscher Archivar
- Schlossberger, Hans (1887–1960), deutscher Hygieniker, Bakteriologe und Hochschullehrer
- Schloßberger, Julius Eugen (1819–1860), deutscher Biochemiker und Arzt
- Schlösser, Adolf (1858–1941), deutscher Bergbeamter und Unternehmer
- Schlosser, Adolfo (1939–2004), österreichischer Bildhauer
- Schlosser, Alfred (1929–2023), österreichischer akademischer Bildhauer
- Schlosser, Anja, deutsche Mezzosopranistin
- Schlösser, Anselm (1910–1991), deutscher Anglist, Hochschullehrer und Shakespeare-Forscher
- Schlosser, Axel (* 1976), deutscher Jazzmusiker
- Schlösser, Bernhard (1802–1859), deutscher Maler und Lithograf
- Schlosser, Christian Friedrich (1782–1829), deutscher Pädagoge und Publizist
- Schlosser, Christiane (* 1960), deutsche Bildende Künstlerin
- Schlösser, Christoph (* 1964), deutscher Basketballspieler
- Schlosser, Cornelia (1750–1777), deutsche Briefeschreiberin und Schwester von Johann Wolfgang von GoetheCornelia Schlosser (1750–1777)

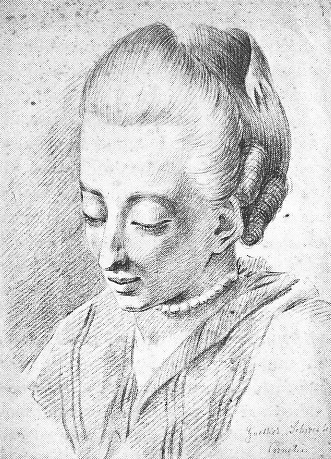
Cornelia Schlosser (1750–1777)

- Schlosser, Doris (* 1944), deutsche Marathonläuferin
- Schlosser, Eric (* 1959), US-amerikanischer Journalist und Autor
- Schlösser, Frank (* 1962), deutscher Generalmajor des Heeres der Bundeswehr
- Schlosser, Franz (1872–1942), deutscher Offizier und Verwaltungsbeamter in Kamerun
- Schlosser, Friedrich (* 1859), deutscher Kommunaljurist, preußischer Landrat
- Schlosser, Friedrich Christoph (1776–1861), deutscher Historiker
- Schlosser, Gary (1938–2018), US-amerikanischer Filmproduzent und Filmschaffender
- Schlosser, Georg (1846–1926), deutscher evangelischer Theologe
- Schloßer, Georg (1865–1932), deutscher Verwaltungsjurist und Bezirksramtmann
- Schlößer, Georg (1922–2000), deutscher Politiker (CDU) und Oberbürgermeister
- Schlösser, Gerhart (1908–1980), deutscher Beamter und Greffier des Europarates
- Schlosser, Günther (* 1928), deutscher Pädagoge und Hochschullehrer
- Schlosser, Gustav (1826–1890), deutscher evangelischer Theologe
- Schlosser, Hannes (* 1951), österreichischer Journalist, Sachbuchautor und Fotograf
- Schlosser, Hans (* 1934), deutscher Jurist und Hochschullehrer
- Schlosser, Heinz (1922–2001), deutscher Kommunist, Sportfunktionär der DDR
- Schlosser, Hermann (1889–1979), deutscher Vorstandsvorsitzender der Degussa
- Schlösser, Hermann (* 1953), deutscher Literaturwissenschaftler
- Schlösser, Hermann Julius (1832–1894), deutscher Historien-, Akt- und Porträtmaler der Düsseldorfer Schule
- Schlosser, Horst Dieter (1937–2024), deutscher Germanist
- Schlösser, Hugo (1874–1967), deutscher Architekt
- Schlosser, Ignaz (1893–1971), österreichischer Kunsthistoriker
- Schlosser, Imre (1889–1959), ungarischer FußballspielerImre Schlosser (1889–1959)

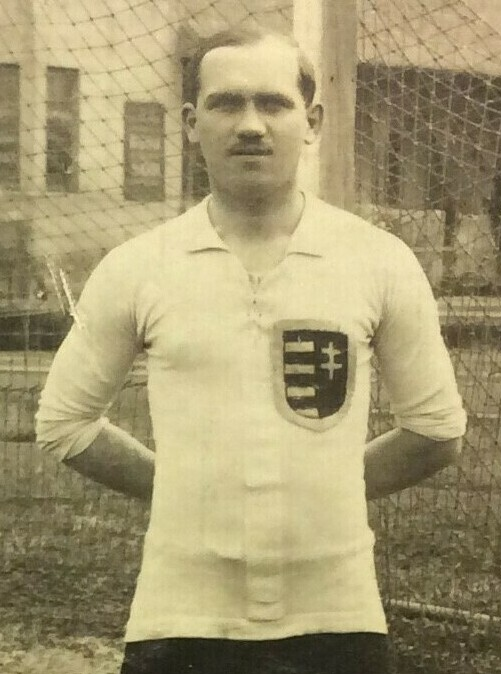
Imre Schlosser (1889–1959)

- Schlösser, Ingo (* 1972), deutscher Fußballspieler
- Schlösser, Isaak (1708–1782), Bürgermeister von Elberfeld
- Schlosser, Joe (* 1958), deutscher Autor von Kriminalromanen
- Schlosser, Johann Friedrich Heinrich (1780–1851), deutscher Jurist, kaiserlicher Rat, Schriftsteller, Privatgelehrter und Eigentümer von Kloster Neuburg
- Schlosser, Johann Georg (1739–1799), deutscher Jurist, Staatsmann und ÜbersetzerJohann Georg Schlosser (1739–1799)

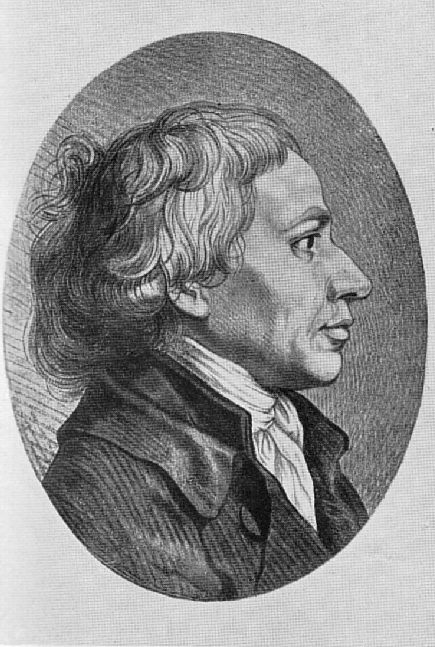
Johann Georg Schlosser (1739–1799)

- Schlösser, Johann Heinrich (1802–1887), deutscher Architekt und Zeichner
- Schlösser, Johann Jakob († 1788), Bürgermeister in Elberfeld
- Schlosser, Johann Ludwig (1702–1754), lutherischer Theologe, Hauptpastor in Hamburg
- Schlosser, Johann Ludwig (1738–1815), deutscher Schriftsteller und lutherischer Theologe, Hauptakteur im zweiten Hamburgischen Theaterstreit
- Schlosser, Johannes (1804–1882), Schweizer Pädagoge
- Schlosser, Julius von (1866–1938), österreichischer Kunsthistoriker
- Schlösser, Jupp (1902–1983), deutscher Sänger und Liedtexter
- Schlösser, Karl († 1822), Bürgermeister in Elberfeld
- Schlösser, Karl (1857–1925), deutscher Augenarzt, Hochschullehrer und Kunstsammler
- Schlösser, Karl (1912–1982), deutscher Fußballspieler
- Schlösser, Karl (1934–2018), deutscher Maler, Bildhauer und Schriftsteller
- Schlosser, Katesa (1920–2010), deutsche Ethnologin und Afrikanistin
- Schlösser, Katrin (* 1965), deutsche Filmproduzentin und Hochschullehrerin
- Schlosser, Kurt (1900–1944), deutscher Kommunist und Widerstandskämpfer
- Schlösser, Leopold († 1836), deutscher Landschaftsmaler der Düsseldorfer Schule
- Schlösser, Louis (1800–1886), deutscher Violinist, Komponist und Dirigent
- Schlosser, Ludwig Heinrich (1663–1723), deutscher evangelischer Geistlicher, Lehrer und Liederdichter
- Schlosser, Lutz (* 1965), deutscher Künstler und Musiker
- Schlosser, Lydia (1897–1988), deutsche Widerstandskämpferin gegen den Nationalsozialismus
- Schlosser, Manfred (* 1934), deutscher Chemiker
- Schlösser, Manfred (* 1934), deutscher Philologe, Verleger und Herausgeber
- Schlosser, Marcel, deutscher Breakdancer
- Schlosser, Marcel (* 1987), deutscher Fußballspieler und -trainer
- Schlösser, Marcus, deutscher Basketballtrainer
- Schlosser, Marianne (* 1959), deutsche Theologin, HochschullehrerinMarianne Schlosser (* 1959)

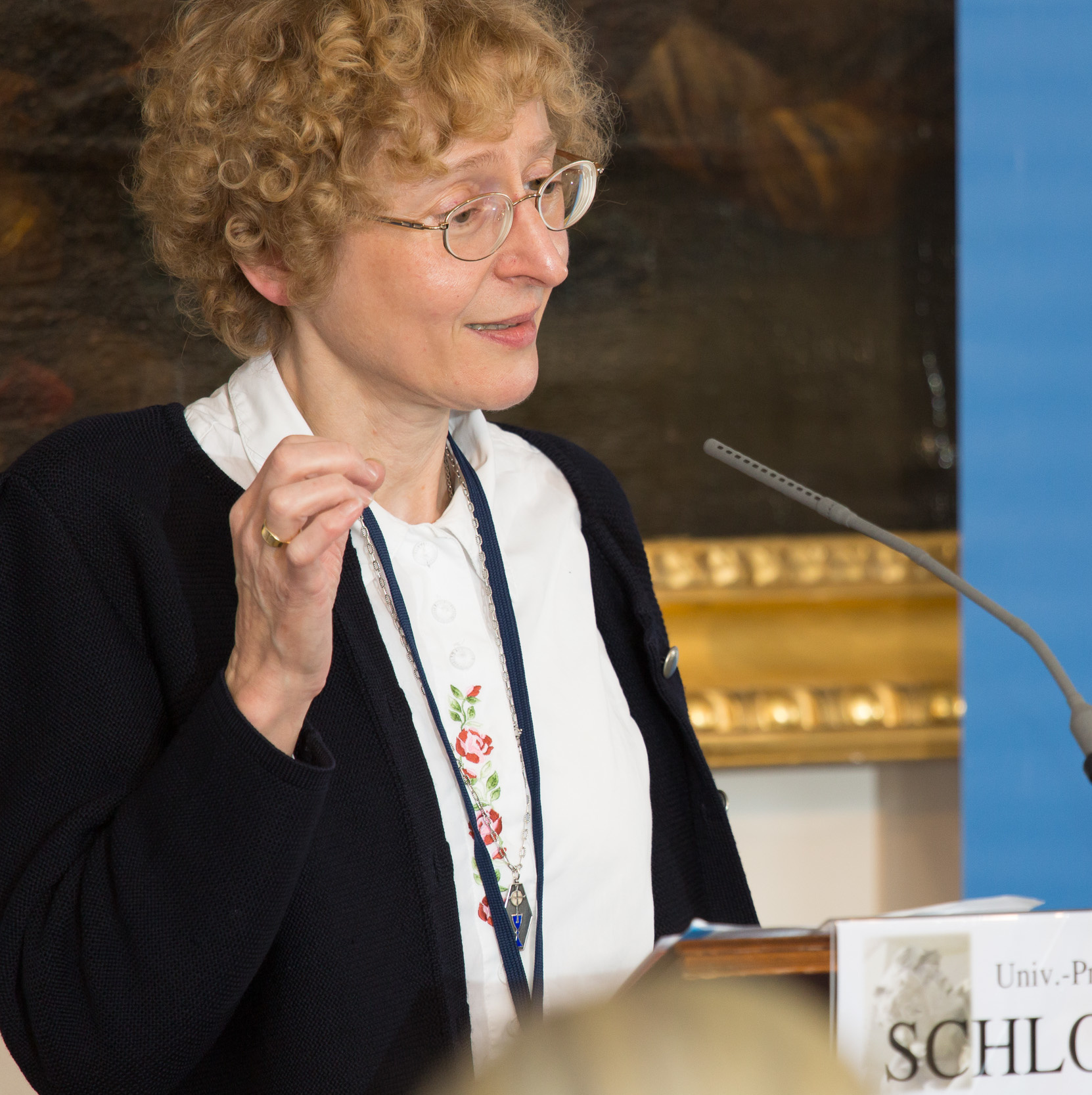
Marianne Schlosser (* 1959)

- Schlosser, Markus (* 1972), Schweizer Motorradrennfahrer
- Schlösser, Matthias (1865–1944), deutscher Politiker (SPD)
- Schlosser, Max (1835–1916), deutscher Opernsänger (Tenor)
- Schlosser, Max (1854–1932), deutscher Paläontologe
- Schlosser, Max (1894–1968), deutscher Politiker (SPD, SED, SAP)
- Schloßer, Otto (1921–2011), deutscher Internist und ärztlicher Standespolitiker
- Schlosser, Otto (1937–2012), deutscher Sozialwissenschaftler und Hochschullehrer
- Schlösser, Patrick (1971–2017), deutscher Theaterregisseur
- Schlosser, Patrizia (* 1986), deutsche investigative Journalistin, Podcasterin, Filmemacherin und Autorin
- Schlosser, Peter (* 1935), deutscher Rechtswissenschaftler
- Schlosser, Peter (* 1982), deutscher E-Sportler
- Schlosser, Philipp (* 1968), deutscher Schachgroßmeister
- Schlosser, Philipp Casimir (1658–1712), deutscher evangelischer Theologe, Geistlicher und Hochschullehrer
- Schlosser, Philipp Casimir (1689–1758), deutscher lutherischer Geistlicher, Schulrektor, Hofprediger und Pfarrer
- Schlösser, Rainer (1899–1945), deutscher Nationalsozialist, Reichsdramaturg, Dichter und Kulturpolitiker
- Schlösser, Rainer (* 1955), deutscher Romanist
- Schlösser, Ralf (* 1957), deutscher Schauspieler und Regisseur
- Schlösser, Richard (1879–1962), deutscher Maler und Lehrer an der Kunstgewerbeschule in Hannover
- Schlosser, Robert (* 1953), deutscher Künstler
- Schlosser, Roland (1948–2023), deutscher Polizeibeamter
- Schlosser, Roland (* 1982), österreichischer Fechter
- Schlösser, Rudolf (1867–1920), deutscher Germanist und Archivar
- Schlosser, Rudolf (1880–1944), Theologe, Sozialpädagoge, Quäker
- Schlösser, Sascha (* 1974), deutscher Politiker (AfD)
- Schlösser, Sonja (* 1969), deutsche Fußballspielerin
- Schlösser, Steffen (* 1984), deutscher Schauspieler, Sprecher und Musiker
- Schlosser, Tanja (* 2002), deutsche Motorradsportlerin
- Schlosser, Torsten (* 1980), deutscher Komiker
- Schlosser, Ursula (* 1922), deutsche Verkäuferin und Abgeordnete der Volkskammer der DDR
- Schlosser, Vera (1929–2018), Schweizer Opernsängerin (Sopran)
- Schlosser, Walter (* 1936), deutscher Politiker (SPD), MdL
- Schlosser, Wolfhard (1940–2022), deutscher Astronom und Autor
- Schlosser-Keichel, Anna (* 1951), deutsche Politikerin (SPD), MdL
- Schloßhauer, Ole (* 1965), deutscher Schauspieler und Hörspielsprecher
- Schlössinger, Wilhelm (1880–1941), deutscher römisch-katholischer Geistlicher, Dominikaner und Märtyrer
- Schlossmacher, Karl (1887–1980), deutscher Mineraloge und Gemmologe
- Schloßmacher, Norbert (* 1956), deutscher Historiker und Archivar
- Schlossman, Stuart F. (1935–2023), US-amerikanischer Immunologe
- Schloßmann, Arthur (1867–1932), deutscher Kinderarzt, Gründer der ersten SäuglingsklinikArthur Schloßmann (1867–1932)

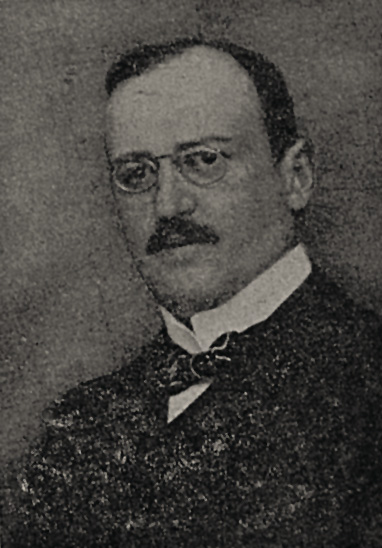
Arthur Schloßmann (1867–1932)

- Schlößmann, Frank Philipp (* 1963), deutscher Bühnenbildner
- Schlossmann, Hans (1894–1956), deutsch-britischer Mediziner und Pharmakologe
- Schloßmann, Joseph (1860–1943), deutscher Kaufmann
- Schlossmann, Siegmund (1844–1909), deutscher Rechtswissenschaftler, Rechtshistoriker und Hochschullehrer
- Schlößner, Thorsden (* 1962), deutscher Kusthändler- und Antiquitätenhändler, Auktionator und Sachverständiger
- Schlossnikel, Hieronymus (1868–1942), österreichisch-tschechoslowakischer Gewerkschafter und Politiker

### Schlot
- Schlote, Axel (* 1968), deutscher Autor und Philosoph
- Schlote, Karl-Heinz (* 1949), deutscher Wissenschaftshistoriker
- Schlote, Wilhelm (* 1946), deutscher Zeichner
- Schlote, Wolfgang (1932–2020), deutscher Neuropathologe
- Schloten, Dieter (* 1939), deutscher Politiker (SPD), MdB
- Schloter, Carsten (1963–2013), deutscher Manager
- Schloter, Elmar (1936–2011), deutscher Organist und Dirigent
- Schloter, Michael (* 1966), deutscher Biologe und Hochschullehrer
- Schlotermann, Heinrich (1859–1927), deutscher Landschaftsmaler
- Schlötermann, Heinz (1913–1985), deutscher freireligiöser Prediger
- Schlotfeldt, Johannes (1891–1965), deutscher Politiker (CDU), MdL
- Schlotfeldt, Tom (* 1957), deutscher Lichtdesigner
- Schlöth, Achilles (1858–1904), Schweizer Bildhauer
- Schlöth, Ferdinand (1818–1891), Schweizer Bildhauer des Spätklassizismus
- Schlothauer, Katharina (* 1985), deutsche SchauspielerinKatharina Schlothauer (* 1985)

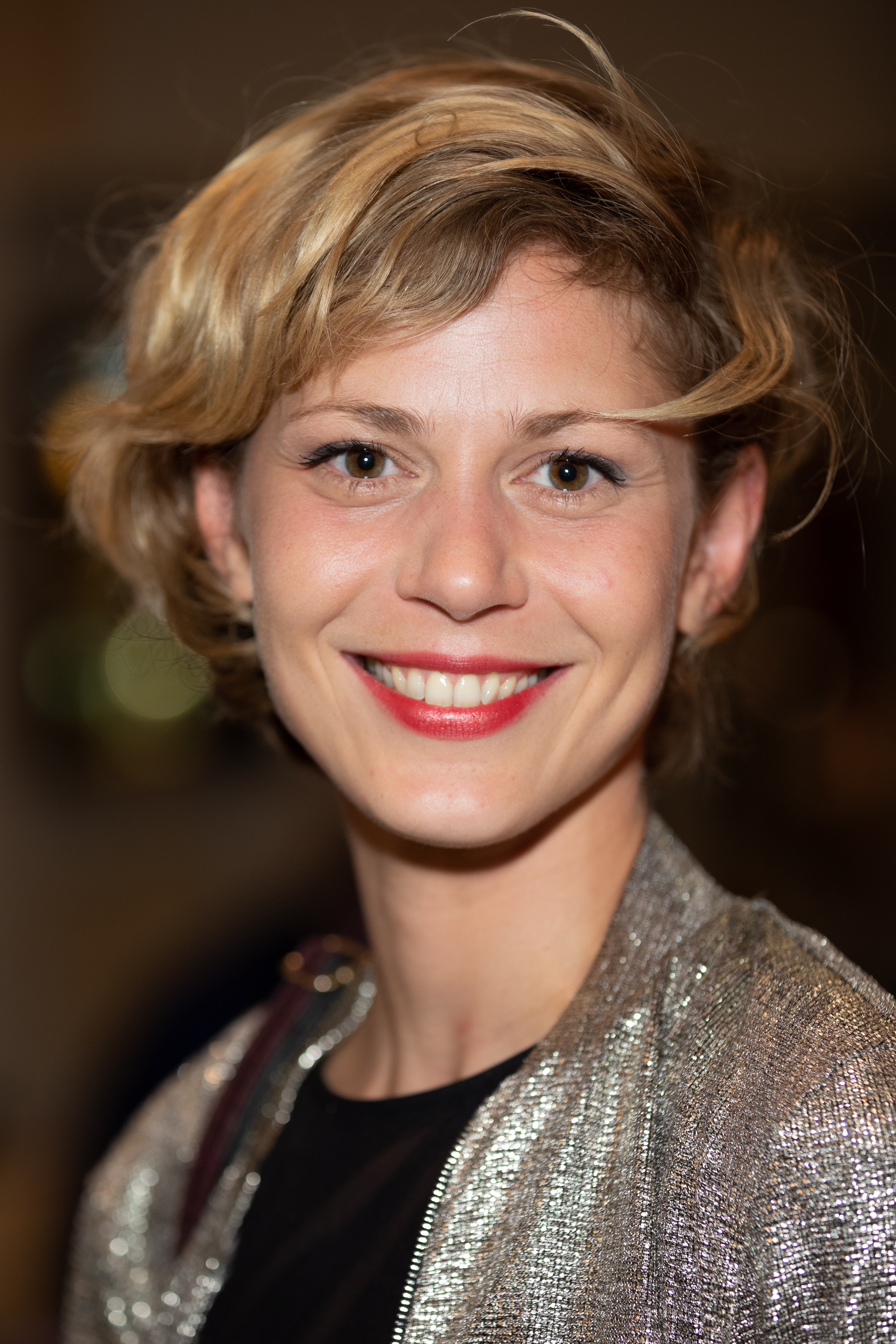
Katharina Schlothauer (* 1985)

- Schlothauer, Michael (1943–2022), deutscher Offizier, Generalmajor der Nationalen Volksarmee
- Schlothauer, Reinhold (* 1948), deutscher Strafverteidiger und Rechtswissenschaftler
- Schlotheim, Carl Christian von (1739–1804), deutscher fürstlich-schwarzburgischer Amtshauptmann und Rittergutsbesitzer
- Schlotheim, Carl von (1796–1869), deutscher Regierungsbeamter, Abgeordneter
- Schlotheim, Ernst Friedrich von (1764–1832), deutscher Geologe und Paläontologe
- Schlotheim, Ernst Wilhelm von (1764–1845), Königlich-Westphälischer Generalmajor
- Schlotheim, Ernst-Hartmann von (1914–1952), deutscher Fechtsportler
- Schlotheim, Jérôme von (1809–1882), preußischer Rittergutsbesitzer, Offizier und Beamter
- Schlotheim, Karl Wilhelm von (1718–1783), Hessen-kasselischer Generalleutnant
- Schlotheim, Karoline von (1766–1847), vierte Mätresse von Wilhelm I. von Hessen-KasselKaroline von Schlotheim (1766–1847)

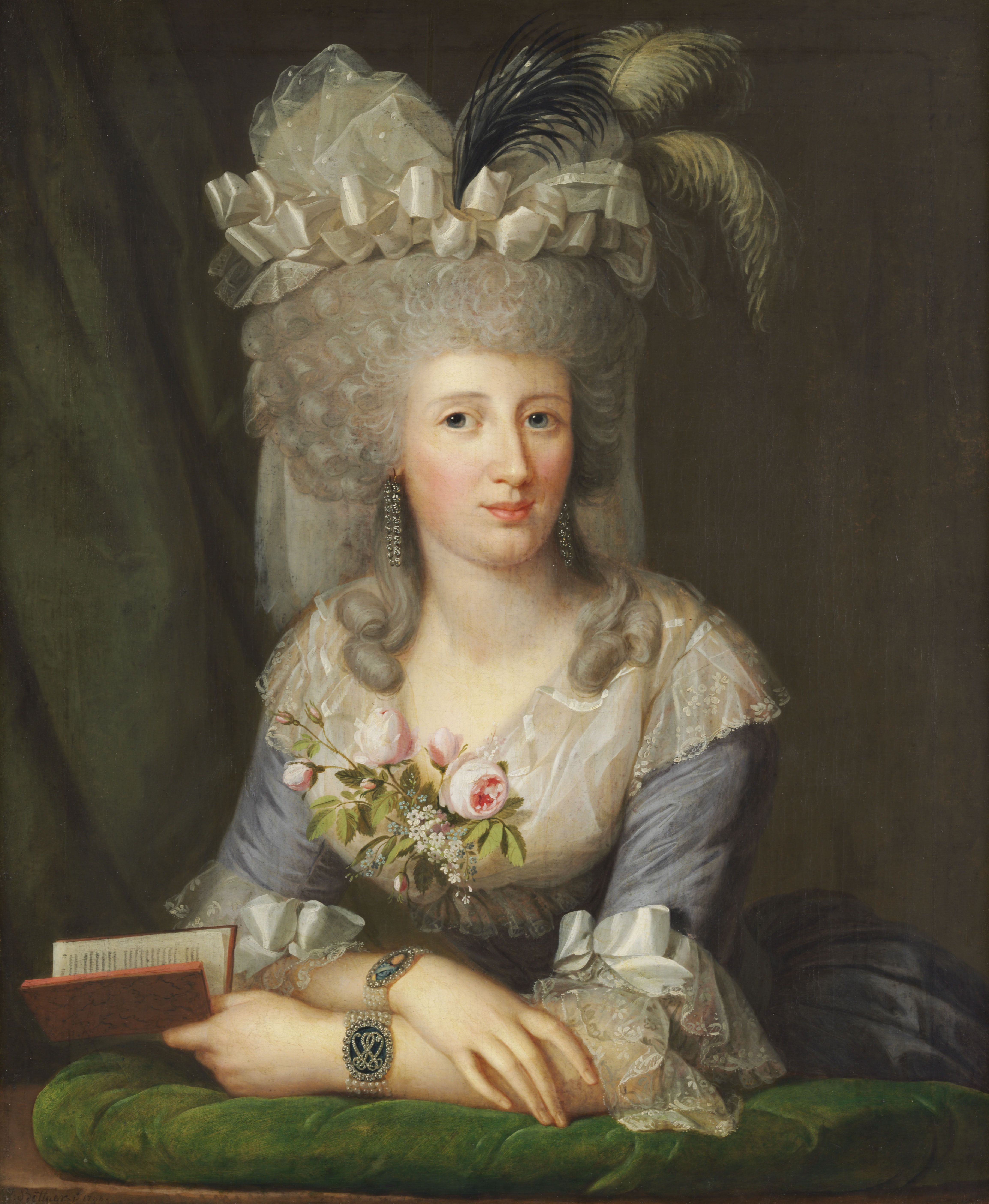
Karoline von Schlotheim (1766–1847)

- Schlotheim, Ludwig von (1818–1889), preußischer General der Kavallerie
- Schlotheim, Melanie von (1803–1876), französische Frau, uneheliche Tochter von Jérôme Bonaparte
- Schlotheuber, Eva (* 1959), deutsche Historikerin und Hochschullehrerin
- Schlotheuber, Johann Heinrich Friedrich (1789–1866), deutscher Bryologe
- Schlothfeldt, Hans (1890–1966), deutscher Ingenieur und Heimatforscher
- Schlötke, Charlotte (1904–2002), deutsche Romanistin
- Schlotke, Ferdinand (1835–1901), deutscher Lithograf, Buchdrucker, Erfinder und Unternehmer
- Schlotke, Otto (1869–1927), Schriftsteller und Redakteur
- Schlotmann, Axel (* 1939), deutscher Politiker (CDU), MdL
- Schlotmann, Ulrich (* 1962), deutscher Schriftsteller
- Schlotmann, Volker (* 1956), deutscher Politiker (SPD), MdL
- Schlotmann, Wolfgang (1941–2011), deutscher Politiker (CDU), MdL
- Schlott, Christoph (* 1960), deutscher Historiker und Archäologe
- Schlott, Elisa (* 1994), deutsche Schauspielerin
- Schlott, Ernst (1904–1978), deutscher Schauspieler, Hörspiel- und Synchronsprecher
- Schlott, Holly (* 1958), deutsche Jazzmusikerin
- Schlott, Jutta (1944–2024), deutsche Schriftstellerin
- Schlott, Mark (* 1985), deutscher Nordischer Kombinierer
- Schlott, Martin, deutscher Landrat
- Schlott, Martin (1891–1950), deutscher Zoologe
- Schlott, Nathanael (1666–1703), deutscher Lehrer und Dichter
- Schlott, René (* 1977), deutscher Historiker, Publizist und Journalist
- Schlott, Rudolf (1927–2014), deutscher Fußballtrainer
- Schlott, Wolfgang (* 1941), deutscher Literaturwissenschaftler und Slawist
- Schlottau, Klaus (1954–2025), deutscher Historiker
- Schlotte, Katrin (* 1966), deutsche Badmintonspielerin
- Schlotte, Max (1877–1952), deutscher Jurist und Kommunalpolitiker
- Schlotte, Sue (* 1967), deutsche Cellistin, Improvisatorin und Musikpädagogin
- Schlotter, Alfred (1859–1928), deutscher Rechtsanwalt und Politiker, MdL
- Schlotter, Eberhard (1921–2014), deutscher Maler und Grafiker
- Schlotter, Georg (1889–1915), deutscher Maler
- Schlotter, Gotthelf (1922–2007), deutscher Bildhauer
- Schlotter, Heinrich (1886–1964), deutscher Bildhauer
- Schlotter, Horst Peter (* 1949), deutscher Maler, Bildhauer und Objektkünstler
- Schlotter, Peter (* 1945), deutscher Politologe und Hochschullehrer
- Schlotter, Ralf (* 1971), deutscher Kameramann
- Schlotter, Werner (* 1947), deutscher Bildhauer und Zeichner
- Schlotterback, Edward Francis Joseph (1912–1994), US-amerikanischer Geistlicher, Apostolischer Vikar von Keetmanshoop
- Schlotterbeck, Andreas (* 1982), deutscher Wasserballspieler
- Schlotterbeck, Friedrich (1909–1979), deutscher Widerstandskämpfer und Autor
- Schlotterbeck, Fritz (1876–1940), deutscher Chemiker
- Schlotterbeck, Hermann (1919–1945), deutscher kommunistischer Widerstandskämpfer
- Schlotterbeck, Jakob Christian (1757–1811), deutscher Porträtmaler und Kupferstecher im Herzogtum Württemberg
- Schlotterbeck, Johann Friedrich (1765–1840), deutscher Dichter, Lehrer und Verwaltungsbeamter
- Schlotterbeck, Keven (* 1997), deutscher Fußballspieler
- Schlotterbeck, Nico (* 1999), deutscher FußballspielerNico Schlotterbeck (* 1999)

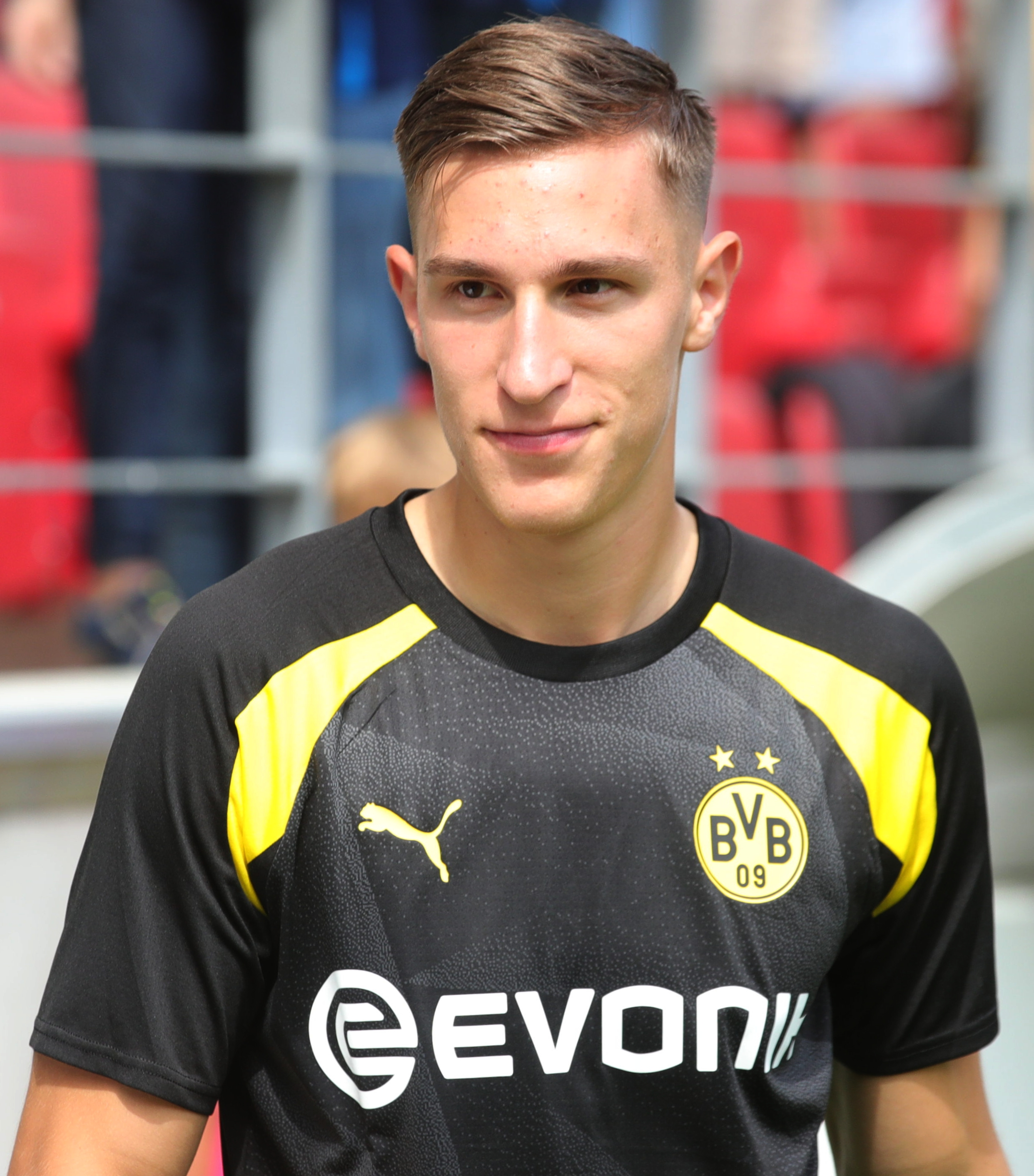
Nico Schlotterbeck (* 1999)

- Schlotterbeck, Niels (* 1967), deutscher Fußballspieler
- Schlotterbeck, Wilhelm Friedrich (1777–1819), österreichischer Landschaftsmaler, Zeichner, Grafiker und Kupferstecher
- Schlötterer, Bernd (* 1971), deutscher Medienunternehmer und Filmproduzent
- Schlotterer, Franziska (* 1972), deutsche Regisseurin
- Schlotterer, Gustav (1906–1989), deutscher Redakteur, Nationalsozialist, Ministerialrat, SS-Oberführer
- Schlötterer, Wilhelm (* 1939), deutscher Jurist, Ministerialbeamter und Buchautor
- Schlotterer, Wilhelm (* 1955), deutscher Schauspieler
- Schlotthauer, Adam (1781–1813), bayerischer Hoftänzer und Komiker
- Schlotthauer, Carl (* 1803), deutscher Maler
- Schlotthauer, Joseph (1789–1869), bayerischer Historienmaler
- Schlottmann, Antje (* 1970), deutsche Geographiedidaktikerin und Hochschullehrerin
- Schlottmann, Carl (1901–1967), deutscher Opernsänger (Bass)
- Schlottmann, Claudia (* 1962), deutsche Politikerin (CDU), MdL
- Schlottmann, Dirk (* 1968), deutscher Ethnologe und Fotograf
- Schlottmann, Johannes (1726–1795), deutscher Orgelbauer
- Schlottmann, Konstantin (1819–1887), deutscher evangelischer Theologe
- Schlottmann, Louis (1826–1905), deutscher Musiker und Komponist
- Schlottmann, Norbert (1930–2004), deutscher Verwaltungsbeamter und Politiker (CDU), MdL, MdB
- Schlottmann, Sabrina (* 1982), deutsche Fußballspielerin
- Schlötzer, Christiane (* 1954), deutsche Journalistin und Autorin
- Schlötzer, Victor (1923–1989), deutscher Maler
- Schlötzer-Schrehardt, Ursula (* 1957), deutsche Ophthalmologin und Hochschullehrerin
- Schlotzhauer, Melanie (* 1971), deutsche Politikerin (SPD)

### Schlou
- Schloussen, Marcus (1954–2019), deutscher Rockmusiker

### Schloy
- Schloyer, Christian (* 1976), deutscher Schriftsteller

### Schloz
- Schloz, Karl (* 1971), US-amerikanischer Jazzmusiker
- Schloz, Wilhelm (1894–1972), deutscher Schriftsteller, Maler, Grafiker und Buch-Illustrator
- Schloz, Wilhelm (* 1940), deutscher Geologe und Bergsteiger
- Schlözer, August Ludwig von (1735–1809), deutscher Historiker, Staatsrechtler, Schriftsteller und Publizist
- Schlözer, Caroline Friederike von (1753–1808), deutsche Kunststickerin und Malerin
- Schlözer, Christian von (1774–1832), deutscher Jurist und Hochschullehrer
- Schlözer, Dorothea (1770–1825), deutsche PhilosophinDorothea Schlözer (1770–1825)

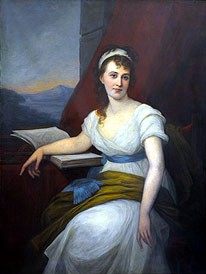
Dorothea Schlözer (1770–1825)

- Schlözer, Karl von (1780–1859), deutscher Kaufmann und Diplomat
- Schlözer, Karl von (1854–1916), deutscher Diplomat und Schriftsteller
- Schlözer, Kurd von (1822–1894), Diplomat, Historiker
- Schlözer, Leopold von (1859–1946), preußischer Major, Autor, Herausgeber und Übersetzer
- Schlözer, Luise von (1823–1907), deutsche Malerin und Bildhauerin
- Schlözer, Nestor von (1808–1899), deutscher Diplomat und Historiker
- Schlözer, Paul de († 1898), polnischer Pianist und Musikpädagoge deutscher Herkunft